# Луана Алонсо
Луана Алонсо (ісп. Luana Alonso, 1 січня 2004) — парагвайська плавчиня.
Учасниця Олімпійських Ігор 2020 року, де в попередніх запливах на дистанції 100 метрів батерфляєм посіла 28-ме місце і не потрапила до півфіналів.